# Guallpayo
Guallpayo (Andoa Guallpayo), jedna od nekoliko ranih skupina Andoa Indijanaca, jezične porodice zaparoan. Guallpayosi su 1670. živjeli u kraju istočno od plemena Gae u smjeru gornjeg toka rijeke Tigre, nizvodnije od ušća Conamba. Ponekad se označavaju i imenom Tucureos, Toqueoreo i Toquereo.
Guallpayosi se spominju 1582. na encomijendama kod Santiago de las Montañas na rijeci Santiago, odakle su pred strahom od lovaca na robove odselili sve do rijeke Tigre u susjedstvo plemena Gaye (Maroni, 1889-92), a prema jednoj karti tamo se nalaze i 1670. godine.
Prema ocu Figueroi (1904) i Rel. geogr. Indias (1881) Guallpayo su izvorno možda bili andoanska enklava među Jívarosima na rijeci Santiago, ili vjerojatnije da su ih doveli lovci na robove koji su u 16. i 17. stoljeću napadali na Indijance Maina i Gaye. Neki od njih naselili su se na misiju San Xavier koja je osnovana 1672., a drugi se spominju 1684. da guasare po rijeci Asaruntoa i ratuju proootiv plemena Asaruntoa. Posljednji puta spominju se 1708. kada nekoilicina njih učestvuje sa stotinu Guasaga u izgradnji misije na rijeci Pastaza na koju su smješteni Gaye, Semigaye i Andoa s kojima su se možda pomiješali i nestali iz povijesti.